# بوتین
بوتین می‌تواند به یکی از ترکیبات شیمیایی زیر اشاره داشته باشد:
- ۱-بوتین (اتیل‌استیلن)
- ۲-بوتین (دی‌متیل‌استیلن)